# Mark 105 Hotpoint
La Mark 105 Hotpoint est une bombe nucléaire américaine, pouvant être larguée par bombardier. Elle fut développée pour la marine américaine, avec comme base l'ogive W34 de 11 kT. Spécialement conçue en 1950 pour pour pénétrer des cibles fortifiées (bunker buster), elle était également utilisée dans des explosions aériennes ou des charges de profondeur. La détonation se produisait grâce à un système de temporisation, pouvant être ajusté en fonction de l'utilisation prévue. La bombe mesurait entre 2,4 et 3,7 m de long, 48 cm de diamètre et pesait 770 kg. La bombe pouvait être déployée de 1958 à 1965 .

## References
1. ↑  « List of All U.S. Nuclear Weapons »